# Приборкання Заходу (фільм, 1925)
Приборкання Заходу (англ. The Taming of the West) — американський вестерн Артура Россона 1925 року.

## У ролях
- Хут Гібсон — Джон Карлтон
- Марселін Дей — Беріл
- Морган Браун — Терренс Вівер
- Едвін Б. Тілтон — Джон П. Карлтон
- Герберт Прайор — старик король
- Луї Хіпп — Перрі Поттер
- Альберт Дж. Сміт — Лейф Коннерс
- Френсіс Форд — Фрості Міллер
- Фрона Хейл — тітка Лоденна
- Боб Рівз — незначна роль